# Wasserstraße

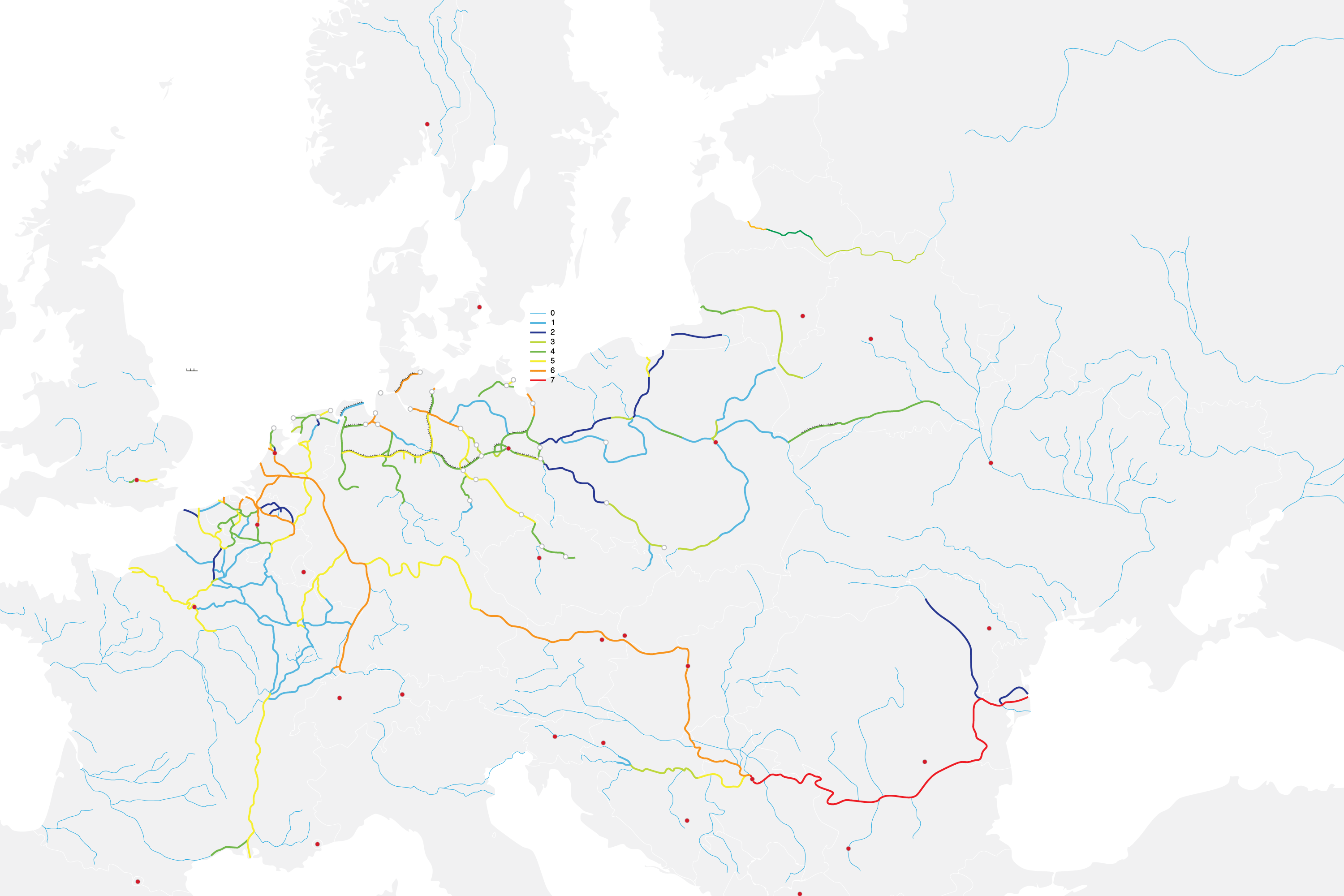
Mitteleuropäische Wasserstraßen

Als Wasserstraßen werden im Verkehrswesen die schiffbaren Binnengewässer und die Seewege auf dem Meer zusammengefasst.

## Allgemeines
Wasserstraßen bilden die wichtigste Verkehrsinfrastruktur im Wasserverkehr und sind die Transport- und Verkehrswege für den Schiffsverkehr. Sie dienen sowohl dem Personentransport (Passagierschifffahrt) als auch dem Gütertransport (Frachtschifffahrt). Zudem findet auf ihnen Wassersport statt. Zusammen mit dem Straßen- und Schienennetz sowie den Luftstraßen bilden Wasserstraßen das gesamte Verkehrsnetz eines Landes. Auch die Kanäle in Venedig (wie die Hauptwasserstraße Canal Grande) sind Wasserstraßen, die hier als Ersatz für echte Straßen dienen.

## Arten
Generell wird unterschieden zwischen Binnengewässern (Binnenwasserstraßen) und Meeren:
- Binnenwasserstraßen sind die Verkehrswege der Binnenschifffahrt:
  - natürliche Binnenwasserstraßen sind schiffbare Flüsse und Binnenseen,
  - künstliche Binnenwasserstraßen sind Kanäle;
- Auf den Meeren befinden sich die Verkehrswege der Seeschifffahrt:
  - Fahrwasser für die Küstenschifffahrt einschließlich Meerengen mit dem Attribut „Straße“ (englisch strait),
  - Seewege auf hoher See.

Meerengen sind schmale Wasserstraßen zwischen zwei Landmassen. Durch Flussmündungen sind die Binnenwasserstraßen mit dem Meer verbunden, Kanäle können wiederum Meere miteinander verbinden (Panamakanal).

## Kombinierter Verkehr
Typische Umschlagplätze für den kombinierten Verkehr sind Binnen- und Seehäfen. Hier können Passagiere und/oder Frachtgut vom Schiff auf den Straßen- oder Schienenverkehr umgeschlagen werden. Meist dient der Schiffverkehr als Hauptlauf, während die anderen Verkehrsträger als Vor- oder Nachlauf fungieren.

## Funktion
Die Hauptfunktion von Wasserstraßen ist der Güter- und Personentransport als Verkehrsfunktion. Daneben stehen die Funktionen des Wasserabflusses, der Trinkwasserversorgung, der Be- und Entwässerung, der Energieversorgung (durch Wasserkraftwerke und in Kühlfunktion für gängige Wärmekraftwerke) sowie die Freizeitfunktion und der Erholung und schließlich der Fischerei als Sicherung der Nahrungsgrundlage. Die volkswirtschaftliche Bedeutung von Wasserstraßen ist daher groß.

## Eigentum und Verwaltung in Deutschland

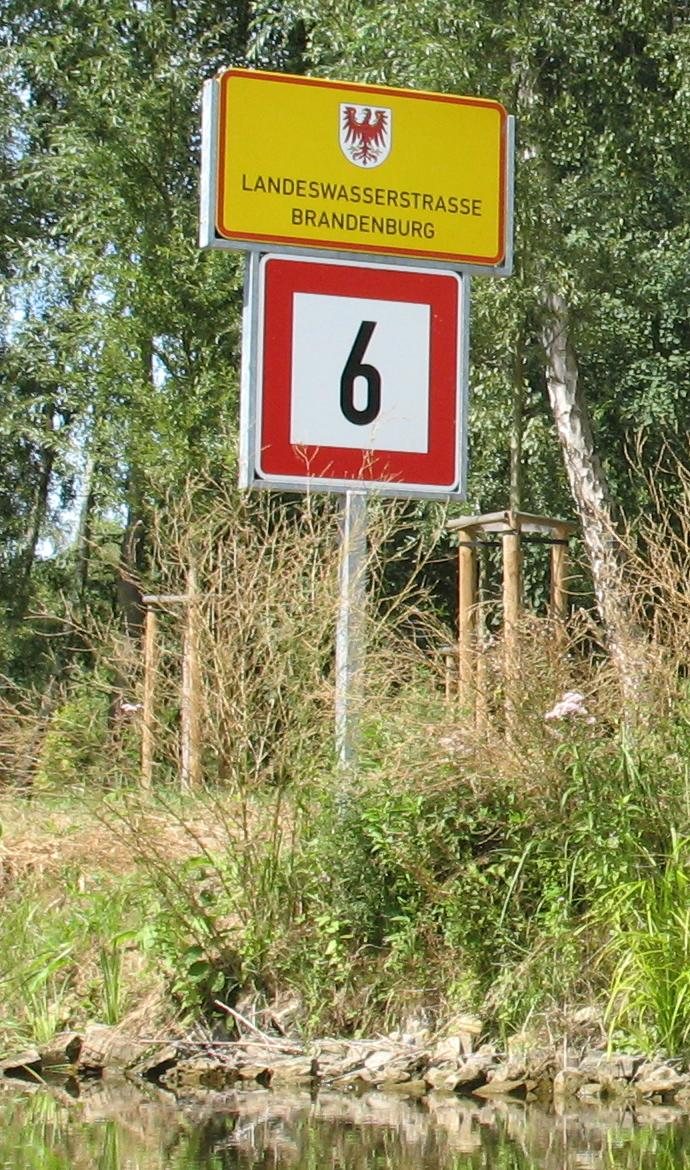
Landeswasserstraße (in Zehdenick)

Die verkehrlich bedeutenden Wasserstraßen in Deutschland stehen überwiegend als Bundeswasserstraßen im Eigentum der Bundesrepublik Deutschland und unter der Verwaltung der Wasserstraßen- und Schifffahrtsverwaltung des Bundes (WSV), einer zum Geschäftsbereich des Bundesministeriums für Verkehr und digitale Infrastruktur gehörenden Verwaltung. Die Verwaltung einer Bundeswasserstraße kann auch an ein Bundesland delegiert werden (sog. „Delegationsstrecken“, beispielsweise die Elbe oberhalb Tinsdal bis Oortkaten, das Hamburger Hafengebiet, an die Freie und Hansestadt Hamburg) und umgekehrt. Weitere Wasserstraßen unterliegen als Landeswasserstraßen der Verwaltung der Bundesländer.
Hinsichtlich der wegerechtlichen Stellung (Bau und Unterhaltung) unterscheidet man beim Bund zwischen Seewasserstraßen und Binnenwasserstraßen. Nach dem geltenden Schifffahrtsrecht wird in Seeschifffahrtsstraßen und Binnenschifffahrtsstraßen unterschieden. Auf Seeschifffahrtsstraßen gilt die Seeschifffahrtsstraßen-Ordnung bzw. die internationale Schifffahrtsordnung Emsmündung, auf Binnenschifffahrtsstraßen die Binnenschifffahrtsstraßen-Ordnung bzw. für grenzüberschreitende Wasserstraßen entsprechende international vereinbarte Regelungen (Rhein-, Donau-, Moselschifffahrtspolizeiverordnung).
Das Binnenwasserstraßennetz des Bundes beträgt derzeit etwa 7.290 km (sowie 23.000 km² Seewasserstraßenflächen) – etwa 6.550 km sind davon Binnenschifffahrtsstraßen, etwa 690 km Seeschifffahrtsstraßen und etwa 50 km Delegationsstrecken.

### Bundeswasserstraßen (Auswahl)
Die längsten Flüsse Deutschlands (über 200 km) sind:
| Fluss  | Flusslänge (km)              |
| ------ | ---------------------------- |
| Elbe   | 730 (mit Delegationsstrecke) |
| Rhein  | 695 (mit Alt- und Wehrarmen) |
| Weser  | 430                          |
| Main   | 387                          |
| Mosel  | 242                          |
| Havel  | 227                          |
| Elde   | 208                          |
| Donau  | 203                          |
| Neckar | 203                          |

Die Moselkanalisierung fand zwischen 1958 und 1964 statt. Der Neckar wurde im Wesentlichen von 1921 bis 1968 zur Großschifffahrtsstraße ausgebaut.
Die längsten Kanäle Deutschlands (über 100 km) sind:
| Kanal              | Länge (km)                                                   |
| ------------------ | ------------------------------------------------------------ |
| Mittellandkanal    | 392 (einschließlich Stich- und Verbindungskanälen)           |
| Dortmund-Ems-Kanal | 223 (einschließlich 62 km staugeregelte und freie Mittelems) |
| Main-Donau-Kanal   | 171 (einschließlich 50 km staugeregelte Regnitz und Altmühl) |
| Elbe-Seitenkanal   | 115                                                          |
| Nord-Ostsee-Kanal  | 98                                                           |

### Klassifizierung
Binnenwasserstraßen werden aufgrund einer Mitte der 1970er Jahre erlassenen europäischen Konvention in sieben Klassen eingeordnet, die mit den römischen Zahlen von „I“ (nur kleine Schiffe) bis „VII“ (größte Klasse) gekennzeichnet sind.

## International

### Österreich
Wasserstraßen in Österreich sind:
- Donau im gesamten Verlauf einschließlich Wiener Donaukanal (außer bestimmte Altarme sowie die Neue Donau) – etwa 300 km, wobei der Fluss sowohl im Westen als auch im Osten ein Stück mit der Grenze zu Deutschland (linksufrig auf 20 km) bzw. zur Slowakei (rechts 8 km) zusammenfällt.
- Traun bis km 1,80 (Einfahrt in den Schwerlasthafen der VOEST)
- Enns bis km 2,70 (Ennshafen)
- March bis km 6,00.

### Europa
In ihrem Weißbuch über Binnenschifffahrt listet die Wirtschaftskommission für Europa der Vereinten Nationen (UNECE) folgende Wasserstraßen in Europa auf:
- E01 bis E05 Binnenwasserstraßen Benelux
- E10 Nordsee – Mittelmeer
- E13 Ems
- E14 Weser
- E20 Nordsee – Donau
- E30 Ostsee – Donau
- E40 Ostsee – Schwarzes Meer
- E41 Memel
- E50 Ostsee – Kaspisee
- E60 Weißes Meer – Ostsee – Nordsee – Atlantik – Straße von Gibraltar
- E70 Nordsee – Binnenwasserstraßen – Ostsee
- E71 Teltowkanal – Oder
- E80 Ärmelkanal – Schwarzes Meer
- E81 Waag
- E90 Straße von Gibraltar – Mittelmeer – Schwarzes Meer – Kaspisee
- E91 Adria – Norditalien.

Kleine Stichstrecken sind hier nicht dargestellt. Diese erkennt man an einem Bindestrich, z. B. E60-01.

## Wasserstraßennetz
Das Wasserstraßennetz ist ein Netzwerk von Wasserstraßen. Flüsse stellen einerseits Verbindung zur See und damit zu den Seewegen her und sind andererseits miteinander durch Flussmündungen verbunden (etwa der Main mit dem Rhein). Kanäle verlaufen insbesondere dort, wo Flüsse fehlen, aber ein Wassertransport erforderlich ist (Mittellandkanal). Kanäle verbinden Flüsse (Main-Donau-Kanal) oder Meere (Nord-Ostsee-Kanal) miteinander.
Aus dem vorhandenen Wasserstraßennetz innerhalb eines Staates kann die Netzdichte errechnet werden, die sich aus der Länge der Wasserstraßen im Verhältnis zur Staatsfläche ergibt.
| Staat               | Netzlänge (km) | Staatsfläche (km²) | Netzdichte (m/km²) |
| ------------------- | -------------- | ------------------ | ------------------ |
| Belgien             | 1.500          | 30.528             | 49,1               |
| Deutschland         | 7.467          | 357.092            | 20,9               |
| Frankreich          | 8.500          | 543.965            | 15,6               |
| Volksrepublik China | 123.964        | 9.597.995          | 12,9               |
| Niederlande         | 5.046          | 41.528             | 121,5              |
| Österreich          | 358            | 83.871             | 4,3                |
| Russland            | 102.000        | 17.075.400         | 6,0                |
| Schweiz             | 1.292          | 41.285             | 31,3               |
| Vereinigte Staaten  | 41.009         | 9.525.067          | 4,3                |

Die Netzdichte wird in Meter (m) pro Quadratkilometer (km²) Staatsfläche angegeben. Die Niederlande verfügen mit Abstand über die höchste Netzdichte aller in der Tabelle aufgeführten Staaten, gefolgt von Belgien. In der Schweiz ist der Rhein zwar nur bei Basel binnenschiffbar gemacht worden, es wird aber dessen Gesamtlänge bis zur Mündung zugeordnet. 
Die von der Europäischen Verkehrsministerkonferenz (CEMT) erarbeitete „Wasserstraßenklassifikation“ beinhaltet strukturierte Informationen über den Zusammenhang zwischen den Abmessungen auf Wasserstraßen und der Größe der Binnenschiffe. Lediglich fünf EU-Mitgliedstaaten verfügen über ein zusammenhängendes Wasserstraßennetz.

## Wirtschaftliche Aspekte
In der Volkswirtschaftslehre wird diskutiert, dass es bei Allmendegütern wie Straßen, Wäldern und Gewässern zur Übernutzung (Verkehrsinfarkt im Straßennetz, Überweidung von Agrarflächen, Überfischung der Weltmeere, Überjagung der Tierwelt) kommen kann, weil für deren Nutzung keine oder zu geringe Marktpreise verlangt werden (Tragik der Allmende). Im Verkehrsstau ist eine Übernutzung der Verkehrsnetze zu sehen. Das – ursprünglich – öffentliche Gut Straße wird beim Verkehrsstau zum Allmendegut und zu einem Klubgut dann, wenn sie verkehrsarm ist und der Verkehrsteilnehmer eine Maut entrichten muss. Schließlich wird sie bei Verkehrsstau und Mautgebühr sogar zu einem privaten Gut. Das gilt auch für Wasserstraßen.